# Night Spots
Night Spots (с англ. — «Ночные Заведения») — песня американской рок-группы The Cars, седьмой трек с альбома Candy-O.

## О песне
"Night Spots" была остатком от первого альбома The Cars, The Cars. Оригинальная версия, записанная примерно во времена дебютного альбома, согласно примечаниям к Just What I Needed: The Cars Anthology, "имеет зловещее, урезанное звучание, предвосхищающее более экспериментальное направление более поздней музыки The Cars". Эта версия оставалась неизданной, пока не появилась на сборнике Just What I Needed: The Cars Anthology.

## Приём
"Night Spots" в целом получила положительный приём. Критик AllMusic сказал, что группа "зажигает на ... "Night Spots"", а в обзоре журнала Billboard о Candy-O "Night Spots" была отмечена как одна из "лучших отрывков". Критик Rolling Stone Том Карсон сказал: "В "Night Spots" синтезатор Грега Хоукса дёргается и прыгает, как мигающие огни на дождливом ночном шоссе, а скачущие ритмы, мелодии и заикающееся пение имеют напряжённый нервный импульс, который совершенно правильный".

## Каверы
- The Cautions записали песню "Night Spots" для трибьют-альбома Substitution Mass Confusion: A Tribute to The Cars.
- Джонни Дей записал кавер на песню для трибьют-альбома Just What We Needed: A Tribute To The Cars.

## Участники записи
- Рик Окасек — ритм-гитара, вокал
- Эллиот Истон — соло-гитара, бэк-вокал
- Грег Хоукс — клавишные, перкуссия, бэк-вокал
- Бенджамин Орр — бас-гитара, бэк-вокал
- Дэвид Робинсон — ударные, перкуссия